# Hôpital universitaire Karolinska
L'hôpital universitaire Karolinska (en suédois : Karolinska Universitetssjukhuset) est un centre hospitalier universitaire à Stockholm en Suède, avec 2 grands sites à Huddinge et à Solna.

## Mission
L'hôpital universitaire Karolinska est particulièrement responsable des soins spécialisés et hautement spécialisés pour les plus de 2,4 millions d'habitants du comté de Stockholm, ainsi que des soins hautement spécialisés pour le reste de la Suède et, dans une certaine mesure, pour d'autres pays,.
Au total, l'hôpital est responsable de 13 types différents de soins nationaux hautement spécialisés en 2022, contre 37 à l'hôpital universitaire d'Uppsala (sv), 21 à l'hôpital universitaire Sahlgrenska de Göteborg, 17 à l'hôpital universitaire de Skåne (sv), 2 à Södersjukhuset, 1 à l'hôpital ophtalmologique Saint-Eric (sv) et 1 à l'hôpital de Danderyd (sv),,,.
En outre, l'hôpital mène d'importantes recherches, principalement en collaboration avec l'Institut Karolinska.

## Unités hospitalières

### Hôpital universitaire Karolinska de Huddinge
L'hôpital universitaire Karolinska de Huddinge (anciennement hôpital de Huddinge) est situé avec diverses unités de recherche et d'étude à Flemingsberg, dans la commune d'Huddinge, au sud de Stockholm.
L'hôpital a été construit entre 1968 et 1977 dans ce qui est aujourd'hui Flemingsberg et était à l'époque le plus grand projet de construction de Scandinavie et le plus grand bâtiment de soins de santé jamais construit en Suède.
Le client était le Conseil du comté de Stockholm et la conception architecturale a été réalisée par HLLS Architects. L'établissement se compose de plusieurs bâtiments de cinq étages reliés par des couloirs vitrés. Des cours sont formées entre les blocs de maisons. La structure est constituée d'éléments préfabriqués en béton. Les façades présentent une surface en béton coulé de manière décorative et inclinée avec des accents de verre bleu. L'hôpital a été conçu pour 1 700 lits et 1 200 consultations externes, ce qui en fait le plus grand d'Europe.
En 1972, les premiers patients ont été admis à l'hôpital de Huddinge. En 1975, la première greffe de moelle osseuse en Suède a été réalisée et en 1984, la première greffe de foie.

#### Projet Chopin
Au cours des années 2015–2019, de nouvelles constructions et rénovations, entre autres, d'installations chirurgicales et radiologiques, ont été réalisées à Huddinge, sous le nom de projet Chopin (Centre de chirurgie et d'intervention de Huddinge) et sur le côté sud du bâtiment existant.
En juin 2020, la nouvelle salle d’opération a été mise en service.
Le bâtiment fait partie du Plan d'avenir concernant le développement des soins de santé dans le comté de Stockholm),.
.

#### Galerie du Karolinska d'Huddinge

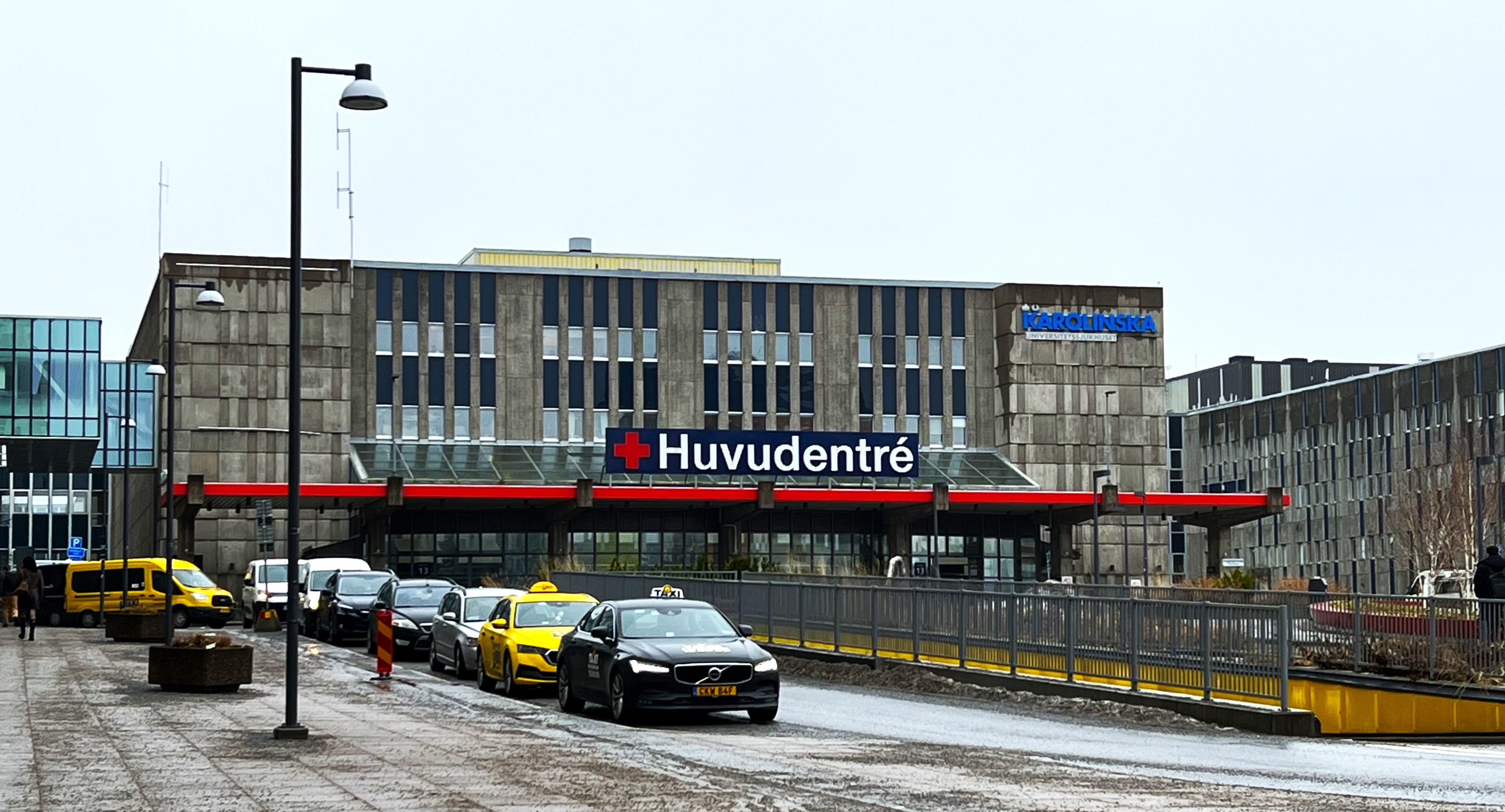
L'unité de Flemingsberg.
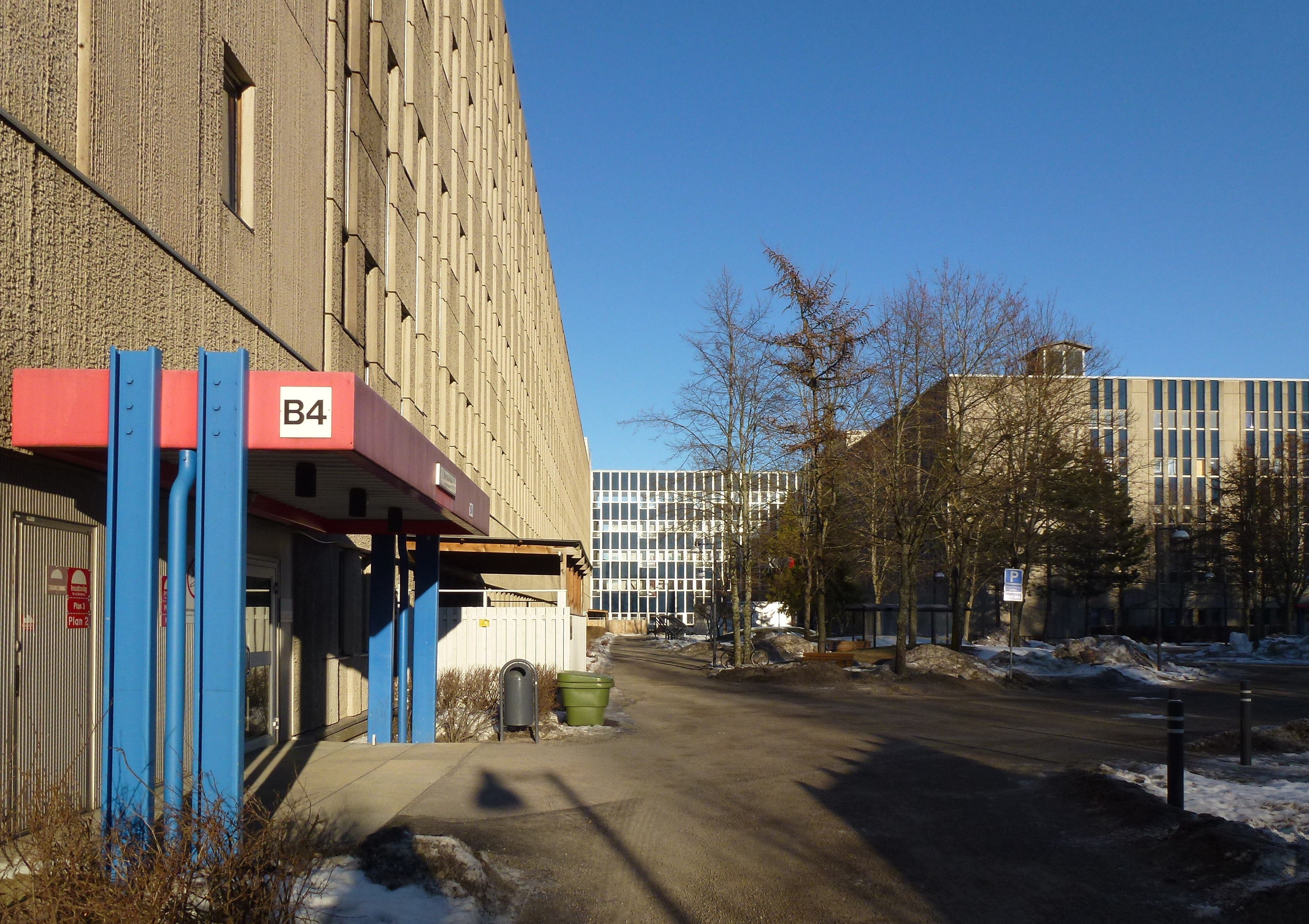
Façade sud.
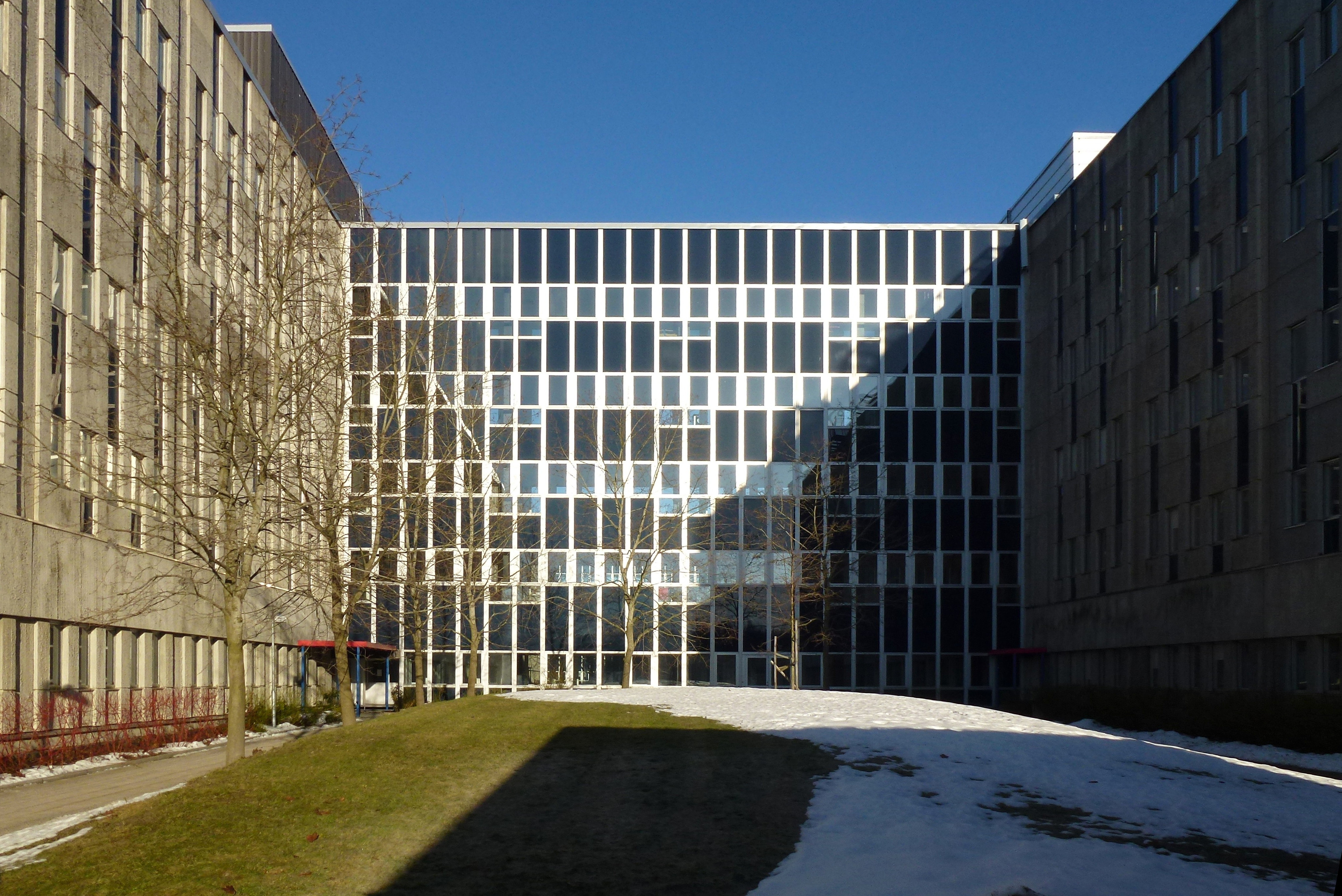
Bâtiment intermédiaire.
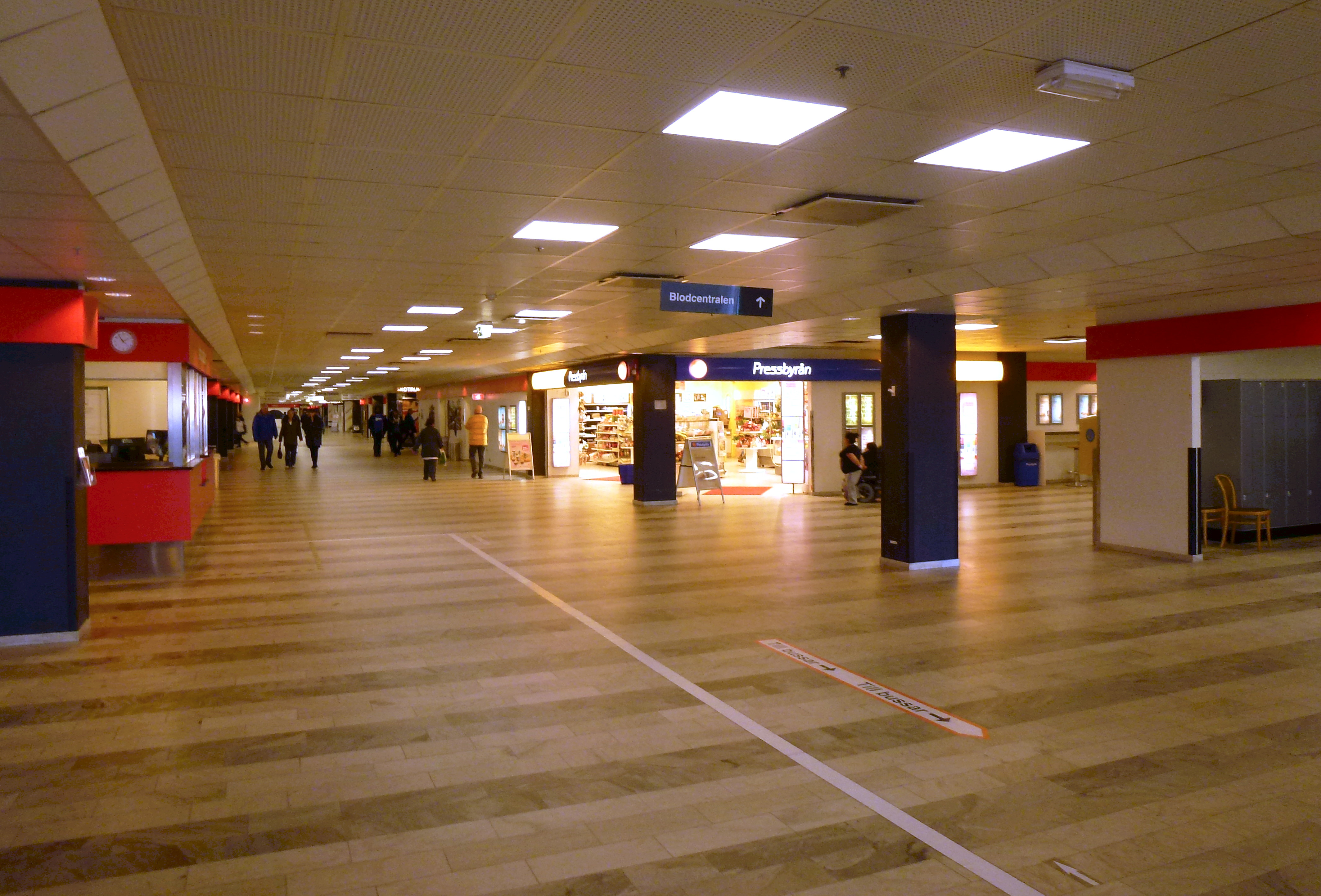

### Hôpital universitaire Karolinska de Solna
L'hôpital universitaire Karolinska de Solna, anciennement hôpital Karolinska, est l'une des deux principales unites de l'hôpital universitaire.
Il est situé à Solna, au nord du centre-ville de Stockholm. Il existe également le Centre d'information antipoison, dont l'autorité principale est l'Agence des produits médicaux.
La planification de la conception de l'hôpital a commencé en 1931 par l'architecte Carl Westman, en utilisant le Rigshospitalet danois comme modèle.
Après la mort de Carl Westman en 1936, la tâche fut reprise par Sven Ahlbom et Sven Malm. La première unité, Radiumhemmet, a commencé ses opérations en 1937 et l'ensemble de l'hôpital a été inauguré en 1940. En une décennie, des bâtiments destinés aux soins psychiatriques et aux soins de la peau ont également été ajoutés. Plus tard, l'hôpital pour enfants a également été construit, qui dans les années 1980 a été nommé Hôpital pédiatrique Astrid Lindgren.
L'hôpital Karolinska était un hôpital national jusqu'en 1982, mais depuis qu'il a été transféré par l'État au Conseil du comté de Stockholm, il fonctionne en partie comme l'un des hôpitaux d'urgence du comté de Stockholm et en partie comme un hôpital universitaire pour l'Institut Karolinska.
Le Radiumhemmet est responsable du traitement non chirurgical du cancer.
Il a été fondé en 1910 et utilisait les rayons X et le radium au lieu de la chirurgie. En 1937, il a été déplacé de Fjällgatan vers le quartier de Karolinska à Solna et est devenu une propriété de l'État après avoir été auparavant géré de manière privée par la Cancerföreningen i Stockholm. Les activités comprennent toujours la radiothérapie, la chimiothérapie, le traitement médical du cancer, les activités préventives et l’oncologie palliative. Il y a également un laboratoire de recherche sur place. Des unités appartenant à la clinique d'oncologie sont également situées à l'hôpital de Danderyd et à Södersjukhuset.

#### Nya Karolinska Solna
La construction du Nya Karolinska Solna a commencé en 2010 et il a remplacé l'ancien hôpital universitaire Karolinska Solna au cours de la période 2016 à 2018, toutefois certaines activités se déroulent toujours dans les anciens bâtiments. Cette fois, c'est la Clinique de Cleveland dans l'Ohio l'Ohio et sa division  thématique des locaux, par opposition à une répartition plus traditionnelle en cliniques, qui ont servi de modèle.
Dans le cadre de l'achèvement du nouvel hôpital, il était prévu de vendre les locaux de l'ancien hôpital Karolinska.
Le bâtiment Thorax, l'hôpital pédiatrique Astrid Lindgren et les blocs de laboratoires ont été préservés.

#### Galerie du Karolinska Solna

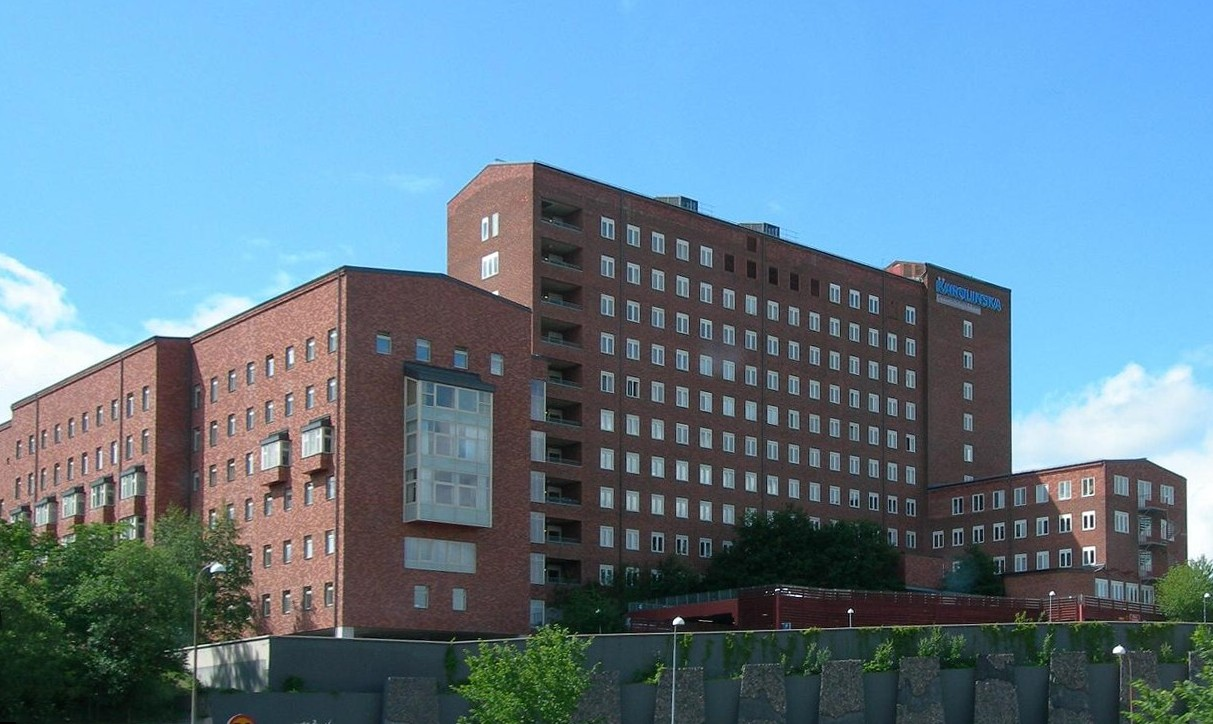
Karolinska à Solna
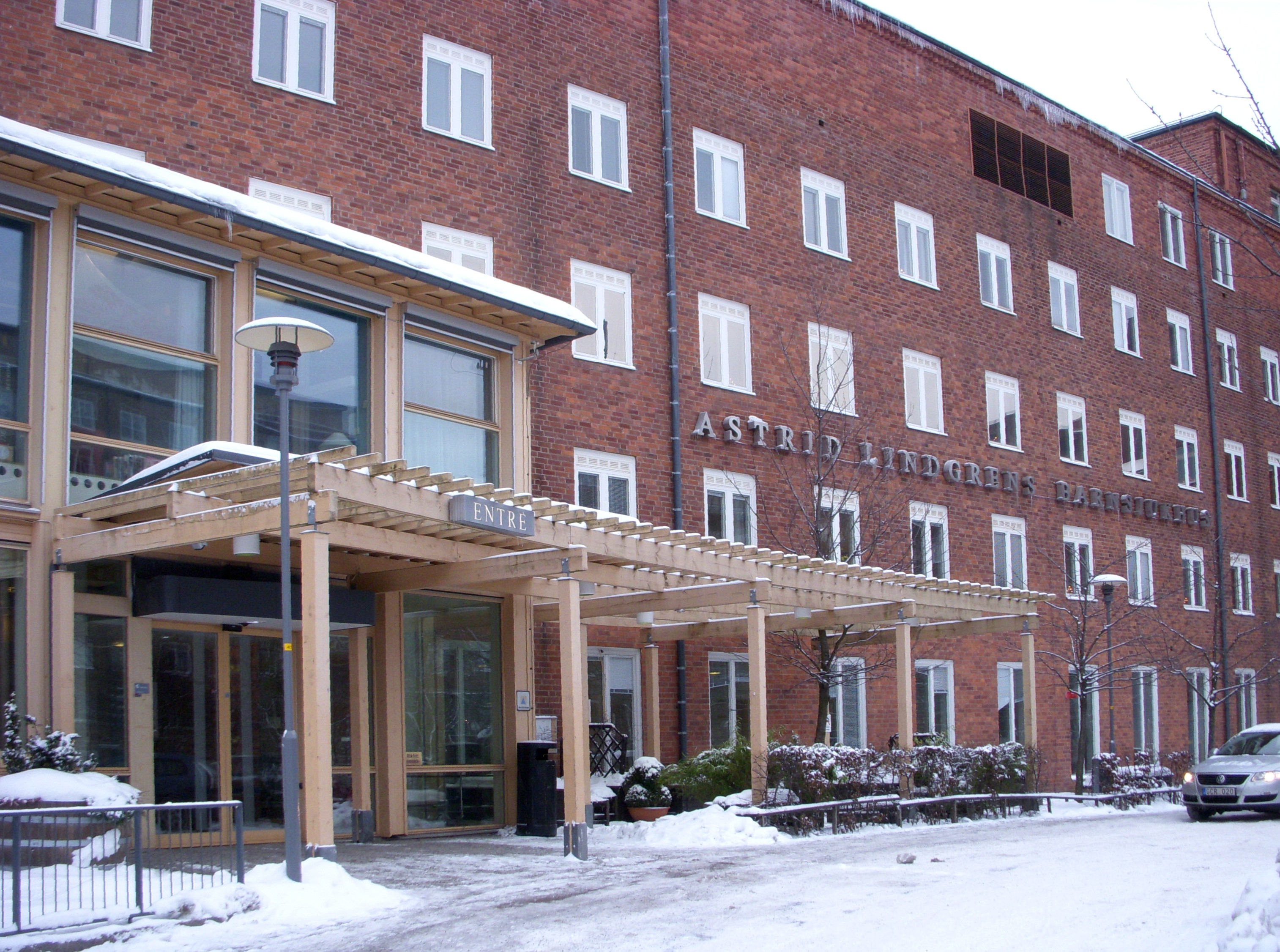
Clinique pédiatrique Astrid Lindgren
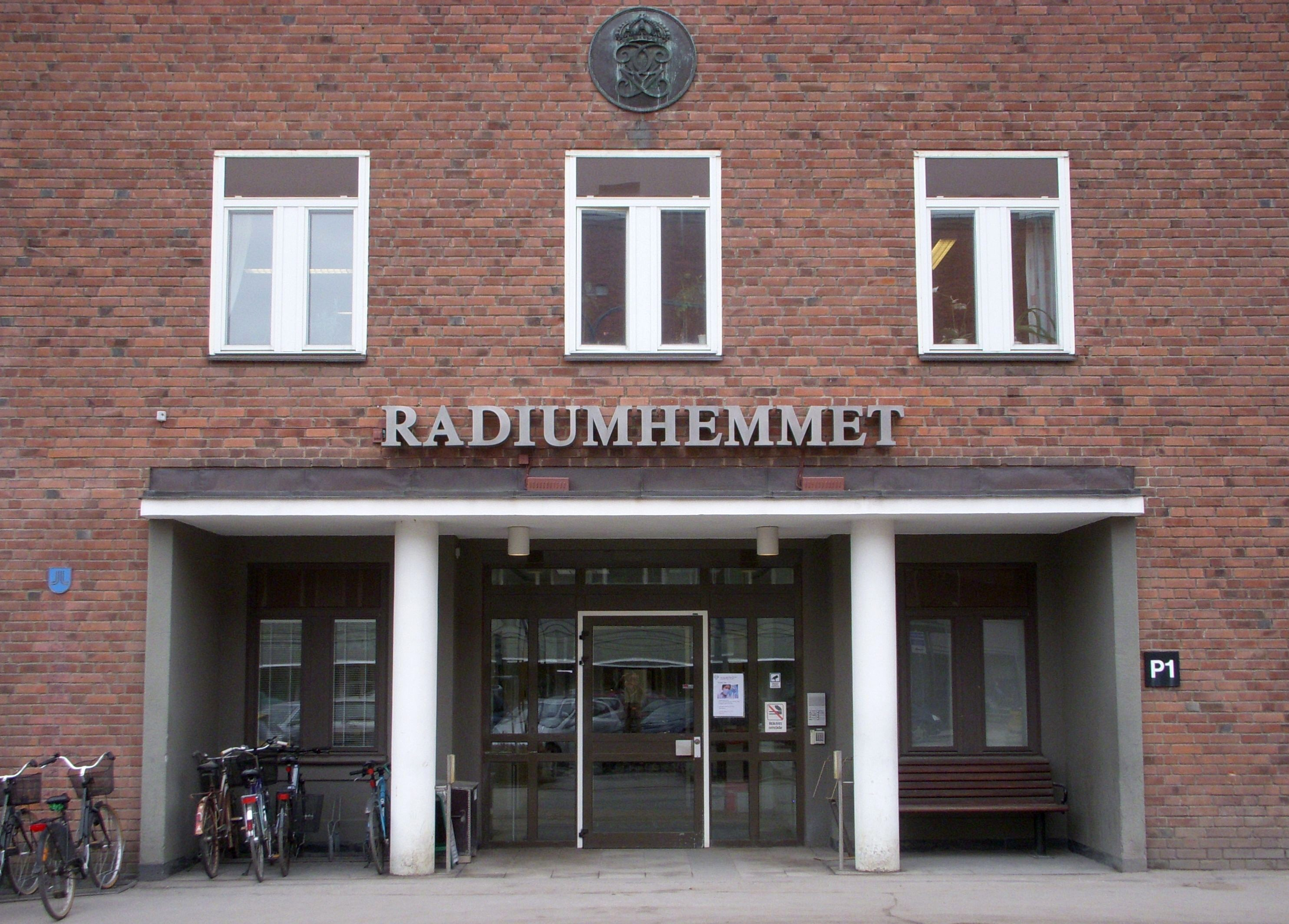
Radiumhemmet
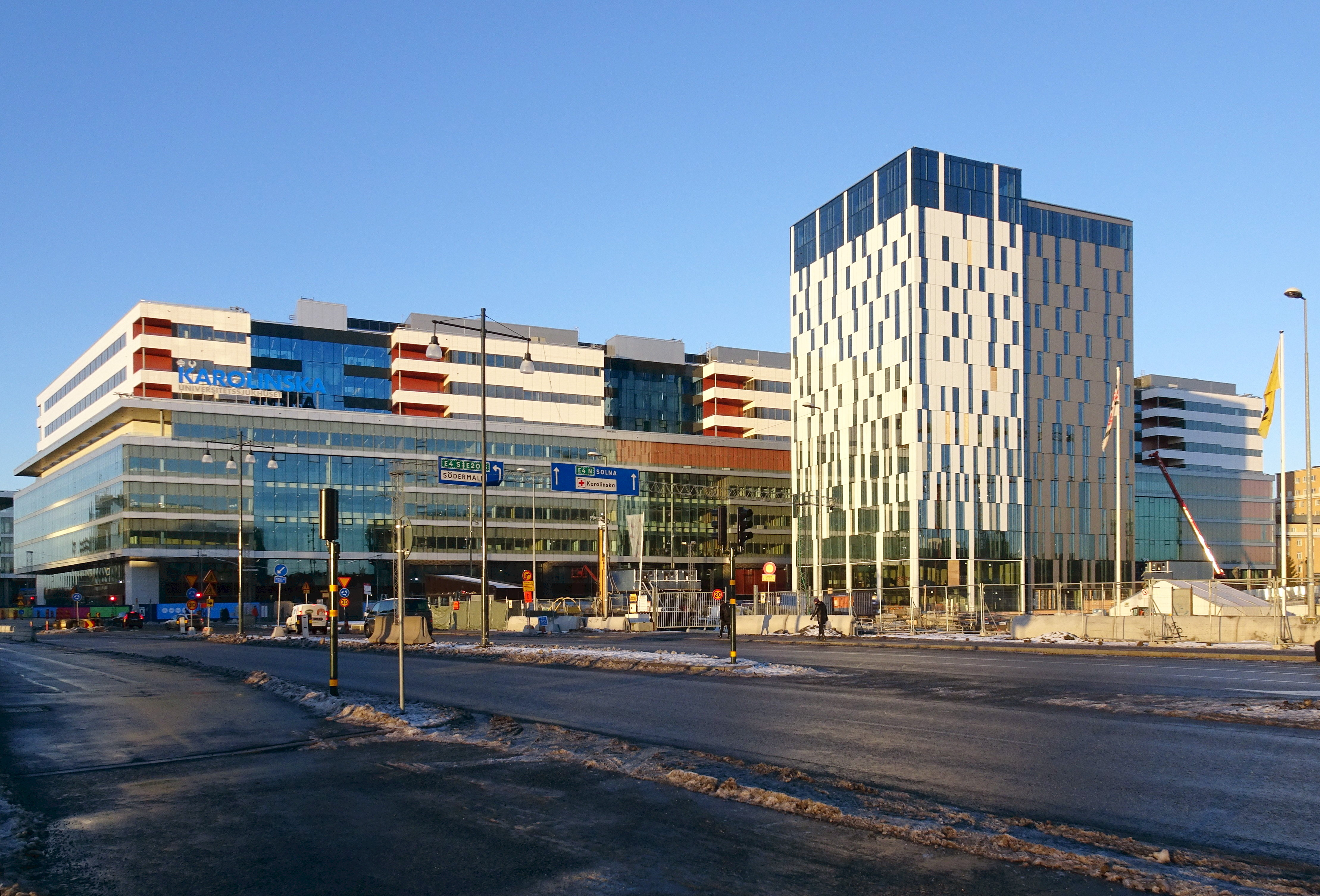
Nya Karolinska.

## Divers
C'est dans cet hôpital qu'Anna Lindh est admise le 10 septembre 2003 et qu'elle décède le lendemain 11 septembre à la suite de son assassinat.
Le 30 mars 2012, Michel Rocard y est hospitalisé à la suite d'un malaise.